# Sabillasville (Maryland)
Sabillasville es un lugar designado por el censo ubicado en el condado de Frederick en el estado estadounidense de Maryland. En el Censo de 2010 tenía una población de 354 habitantes y una densidad poblacional de 91,3 personas por km².

## Geografía
Sabillasville se encuentra ubicado en las coordenadas 39°41′51″N 77°27′22″O / 39.69750, -77.45611. Según la Oficina del Censo de los Estados Unidos, Sabillasville tiene una superficie total de 3.88 km², de la cual 3.88 km² corresponden a tierra firme y (0%) 0 km² es agua.

## Demografía
Según el censo de 2010, había 354 personas residiendo en Sabillasville. La densidad de población era de 91,3 hab./km². De los 354 habitantes, Sabillasville estaba compuesto por el 90.68% blancos, el 8.76% eran afroamericanos, el 0% eran amerindios, el 0% eran asiáticos, el 0% eran isleños del Pacífico, el 0% eran de otras razas y el 0.56% pertenecían a dos o más razas. Del total de la población el 0.85% eran hispanos o latinos de cualquier raza.